# Friedrich Wilhelm Virck

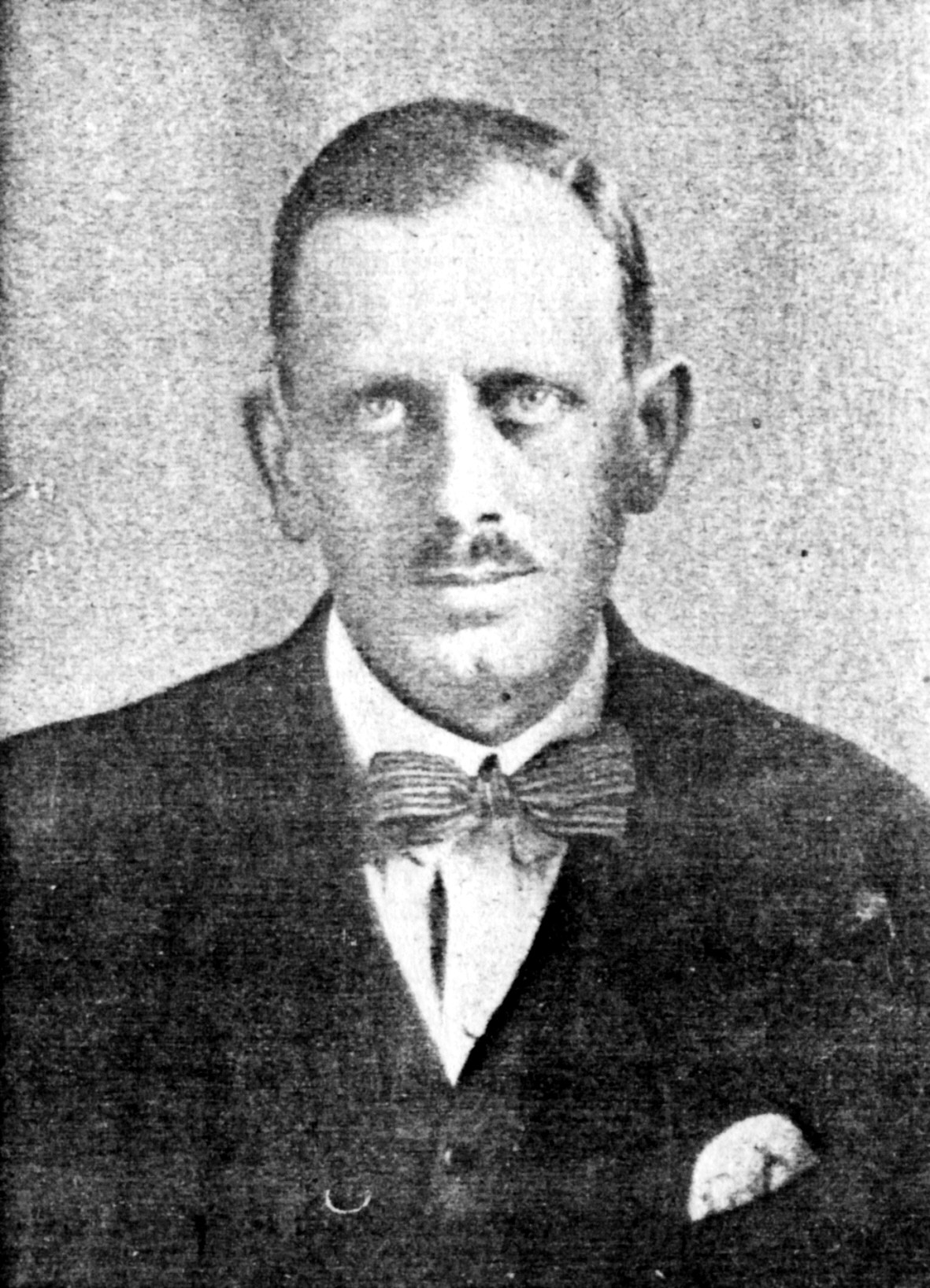
Friedrich Wilhelm Virck

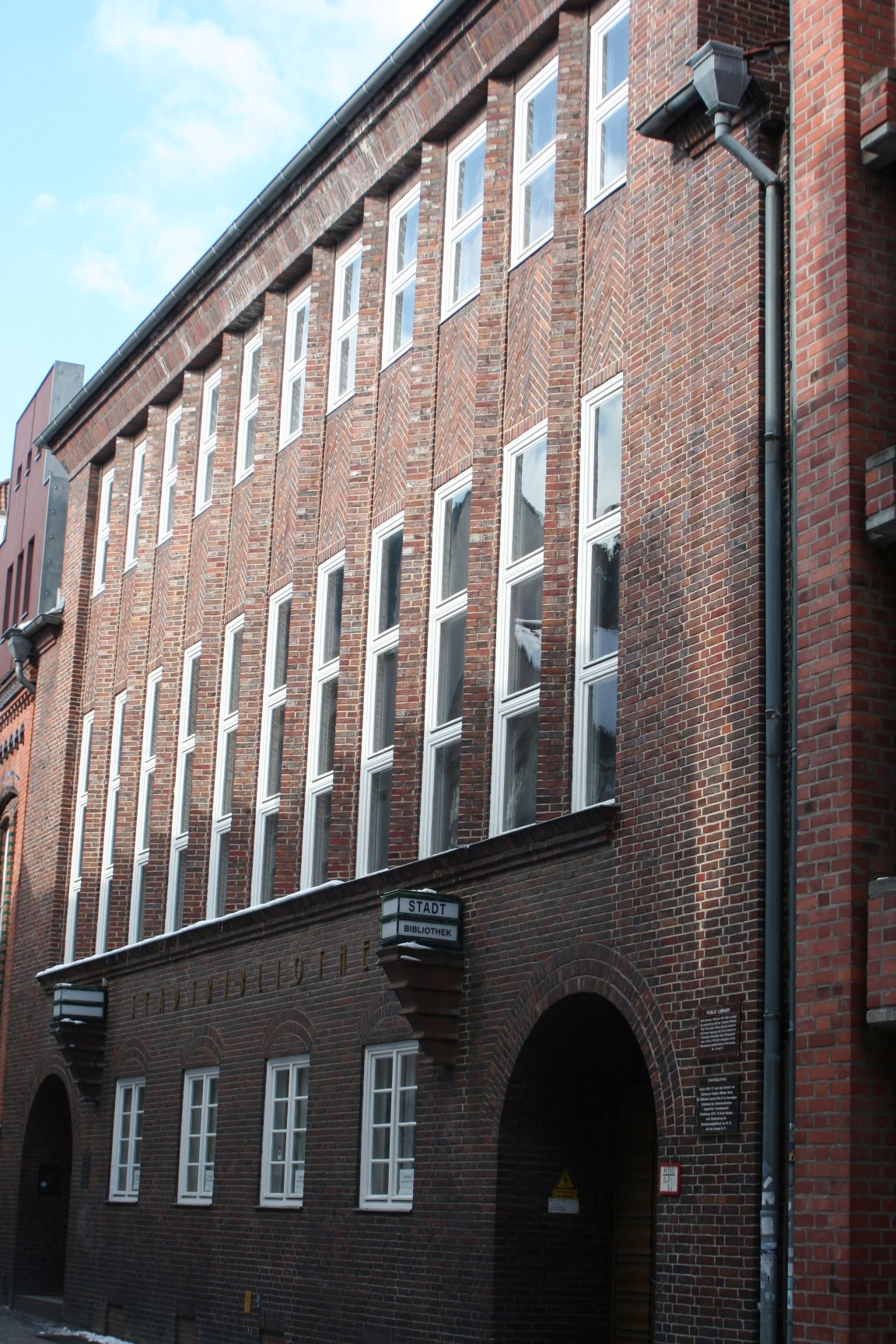
Stadtbibliothek (1927)

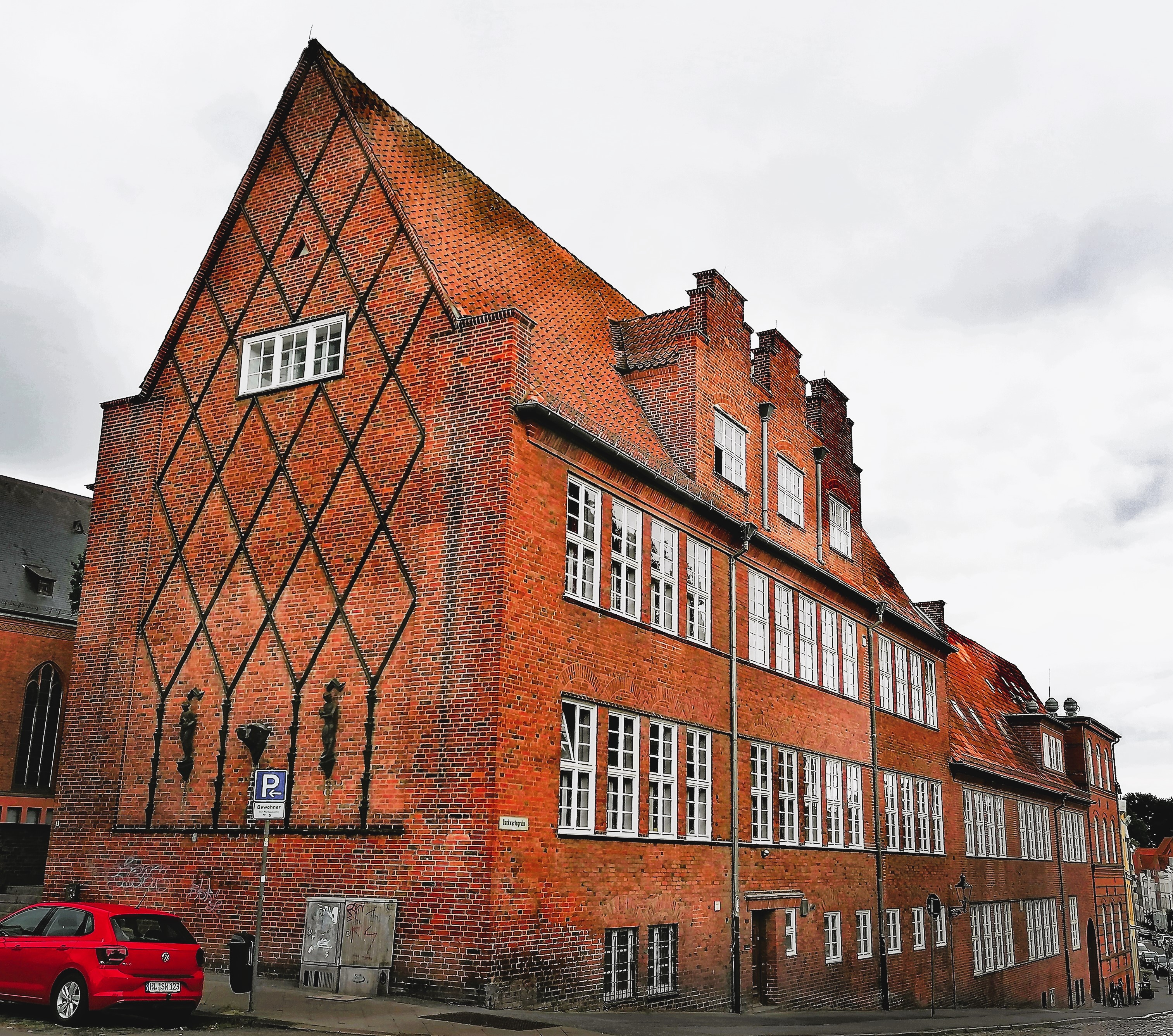
Gewerbeschule (1926)

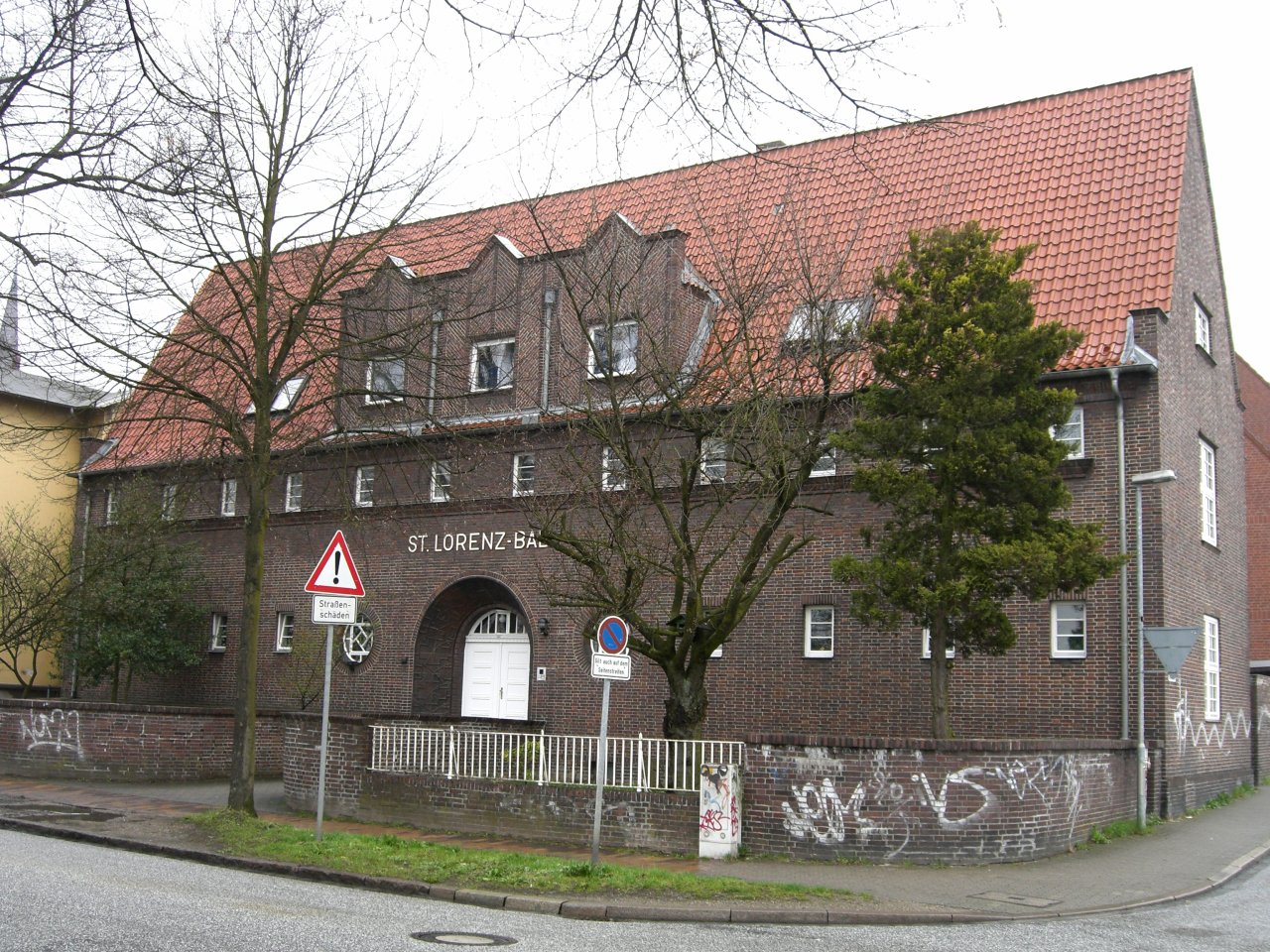
Warmbadeanstalt (1926)

Friedrich Wilhelm Virck (* 31. Juli 1882 in Malchow; † 29. November 1926 in Lübeck) war ein deutscher Architekt und Baubeamter, er arbeitete zuletzt als Oberbaurat in Lübeck.

## Leben
Nach einem Studium an der Technischen Hochschule Darmstadt, der Technischen Hochschule München und der Technischen Hochschule (Berlin-)Charlottenburg arbeitete er zunächst in einem Architekturbüro und zwischen 1912 und 1919 in der preußischen Bauverwaltung, bei der er an Bauten in Köslin und Berlin beteiligt war. 1913 gewann Virck den Architektenwettbewerb um einen Moltketurm auf dem Ruhner Berg bei Parchim, der jedoch wegen des ein Jahr später folgenden Kriegsausbruchs nicht ausgeführt wurde. 1919 trat er in das Lübecker Bauamt unter Johannes Baltzer ein, wo er nach dem Weggang von Carl Mühlenpfordt dessen Aufgaben übernahm. Vor der Inflation war er vor allem mit der Planung der Siedlungen befasst. Zusammen mit dem Gartenarchitekten Harry Maasz entwarf er Pläne für die Siedlungen in der Dornbreite, an der Gärtnergasse und am Kücknitzer Mühlenteich, die wegen der Inflation nur sehr unvollkommen umgesetzt und auch nach dem Zweiten Weltkrieg z. B. im Fall der Siedlung Dornbreite durch Überbauung des zentralen Johannes-Baltzer-Platzes weiter entstellt wurden.

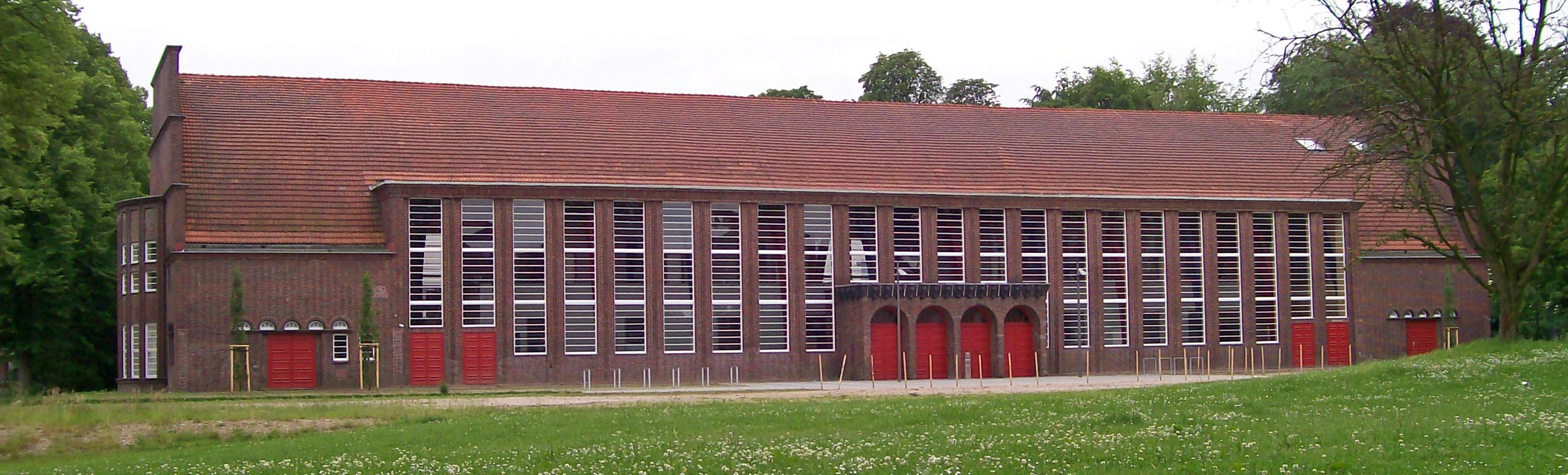
Holstentorhalle nach der Sanierung, 2007

Seine Einzelbauten, das kleine Wachgebäude am Südende der Parade (1923), die Gewerbeschule an der Ecke Parade / Dankwartsgrube (1924), die Warmbadeanstalt an der Katharinenstraße (1926), die Holstentorhalle (1926), die Stadtbibliothek an der Hundestraße (1927) und der Verbindungsbau zwischen Bahnhof und Handelshof, die teils erst nach seinem Tod fertiggestellt wurden, sind durch das Hamburger Vorbild von Fritz Schumacher und Fritz Höger beeinflusst. Die Bauplastik an den Bauten der Gewerbeschule stammt von dem Bildhauer Richard Kuöhl, der in Hamburg eng mit Schumacher zusammenarbeitete und in Lübeck Plastiken zu dem von Christian Zauleck und Franz Hormann 1924 entworfenen Handelshof beigesteuert hatte.
Seine Planungs- und Gestaltungsideen lassen sich heute noch im Lübecker Stadtbild an dem von ihm präferierten Tonnendach bei Ein- und Mehrfamilienhäusern erkennen.
Virck war Vorsitzender des am 24. März 1924 neu gegründeten Vereins für Heimatschutz, der den Erhalt des Stadtbildes und seiner Baudenkmäler zum Ziel hatte und während des Zweiten Weltkriegs eingeschlief. Nach längerer Krankheit legte er im August 1925 dieses Ehrenamt nieder.

## Notgeld
Virck gestaltete 1920 und 1921 für das Lübecker Schabbelhaus Notgeldscheine, die nur in der Gaststätte gültig waren.

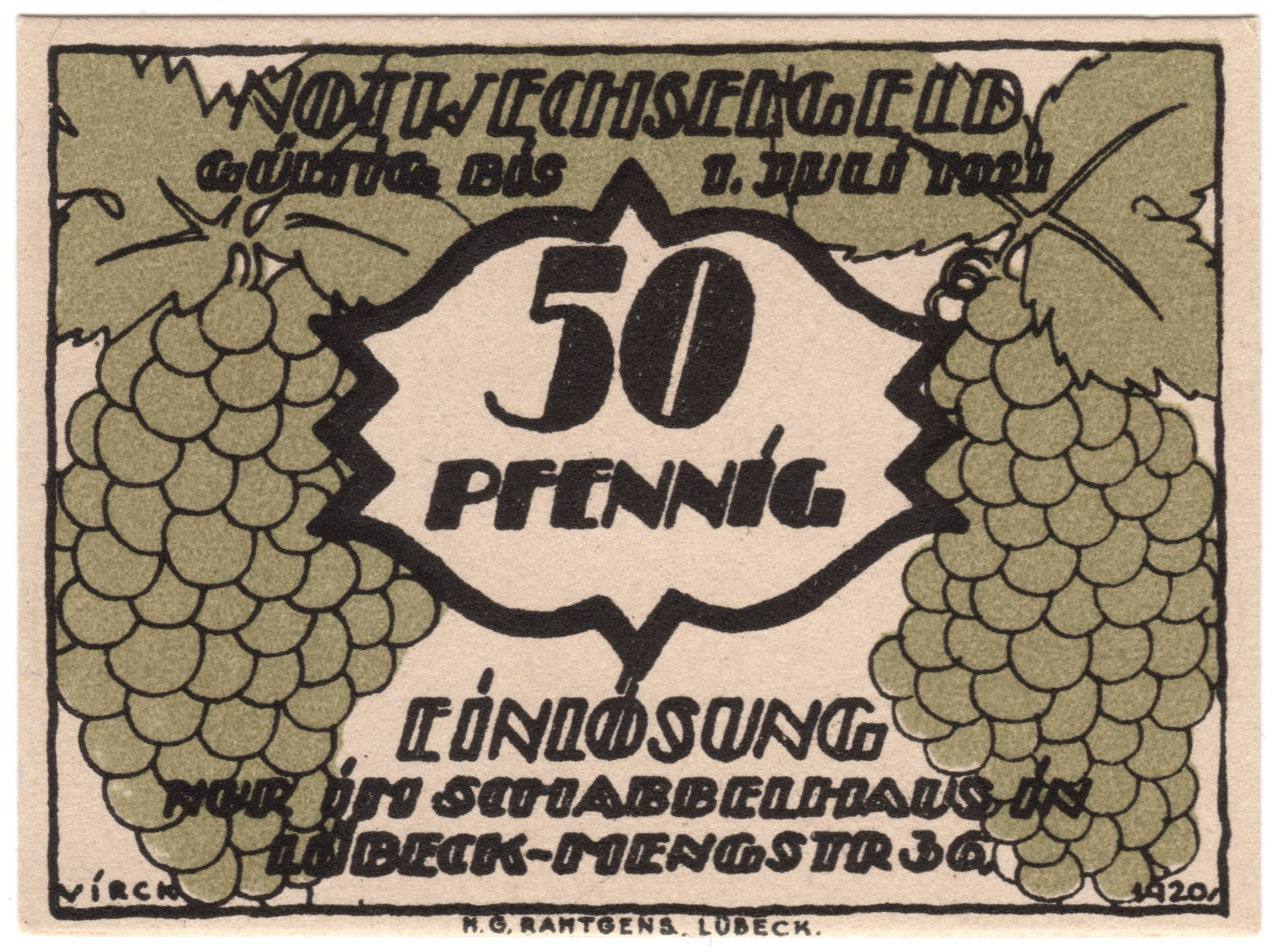
50 Pf., 1920, Vorderseite
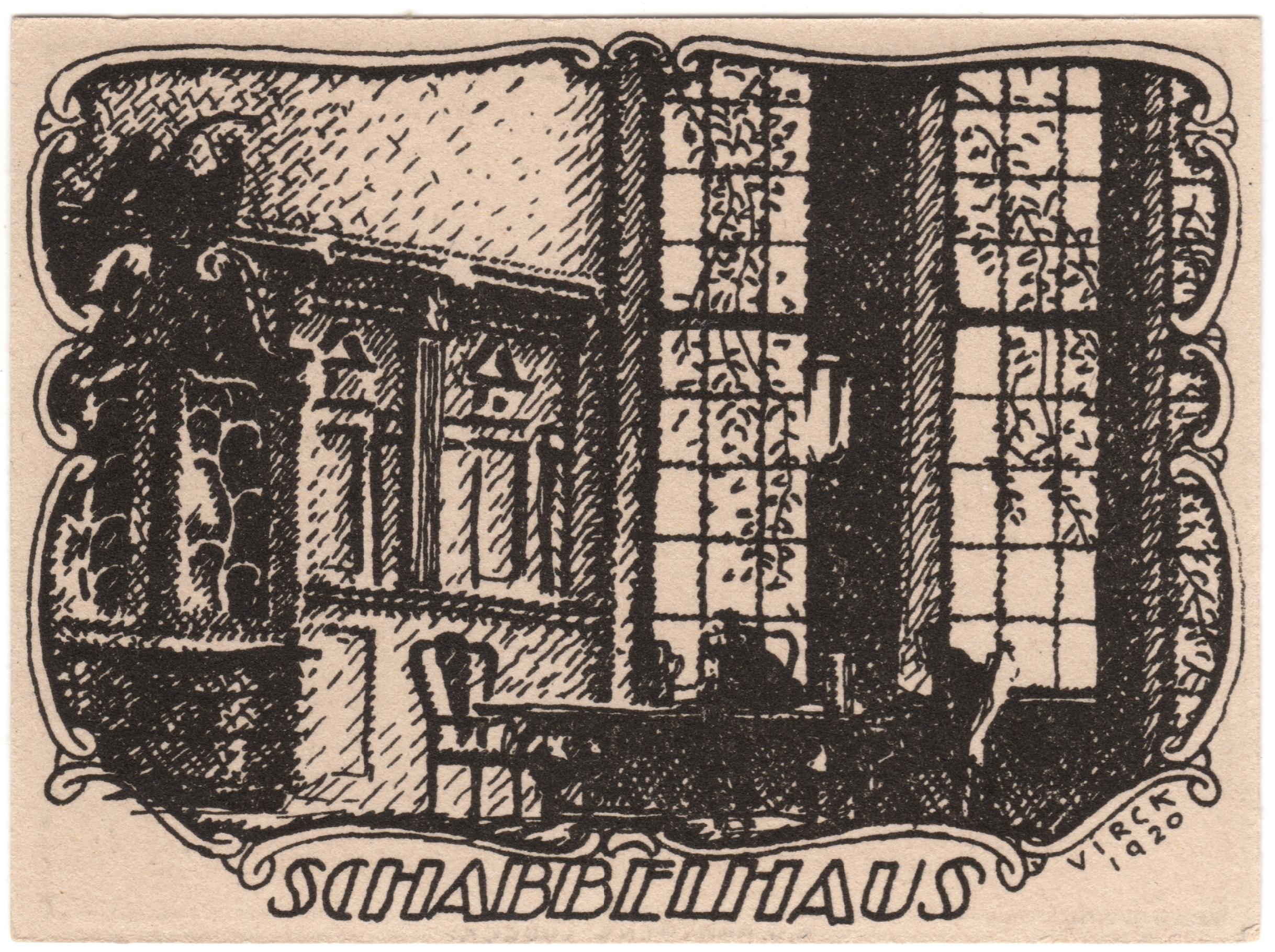
50 Pf., 1920, Rückseite
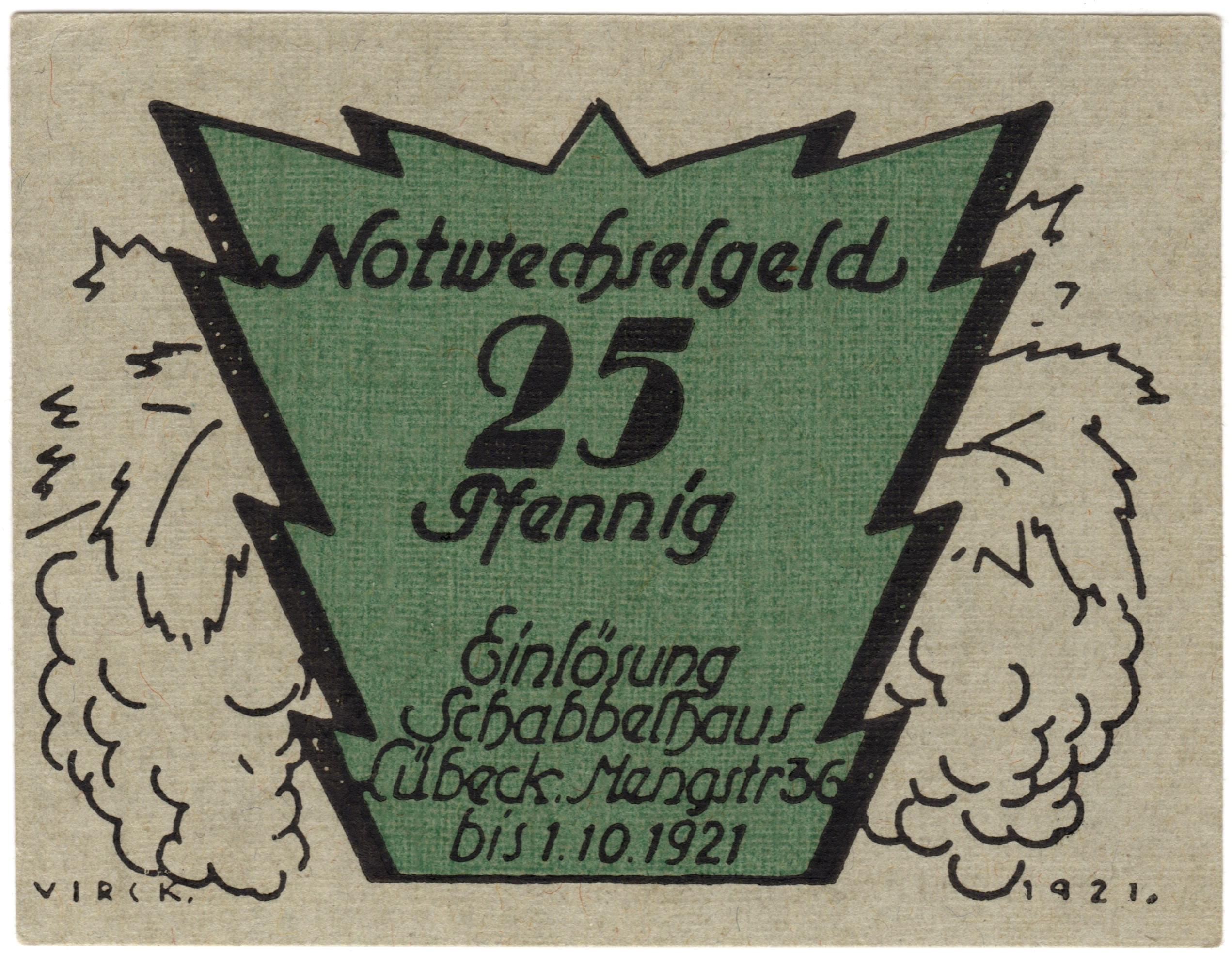
25 Pf., 1921, Vorderseite
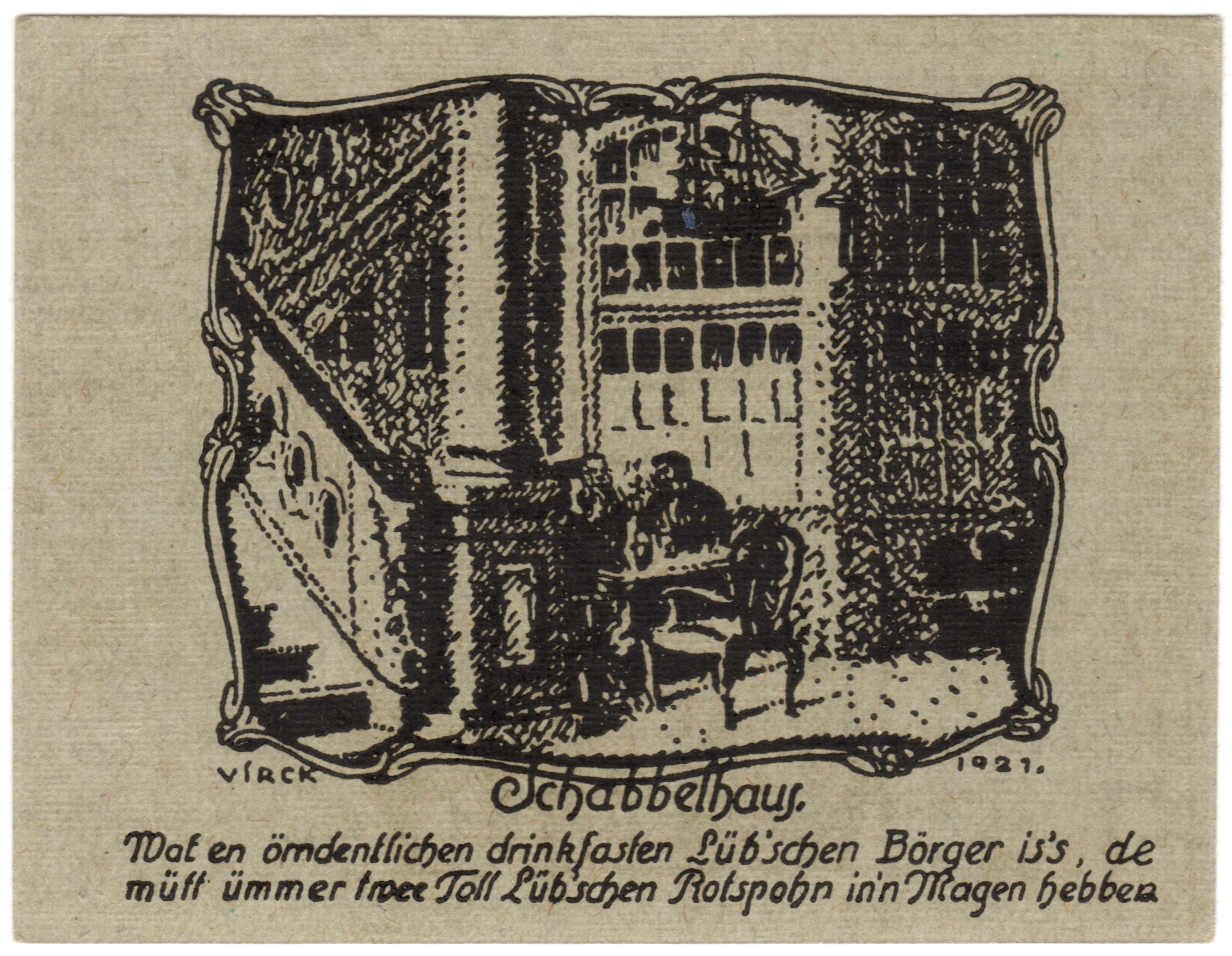
25 Pf., 1921, Rückseite

## Veröffentlichungen
- Friedrich Wilhelm Virck (Bearb.): Lübeck, Travemünde. (= Deutschlands Städtebau) Deutscher Architektur- und Industrie-Verlag (DARI), Berlin-Halensee 1921. archive.org